# Parasitäres Element

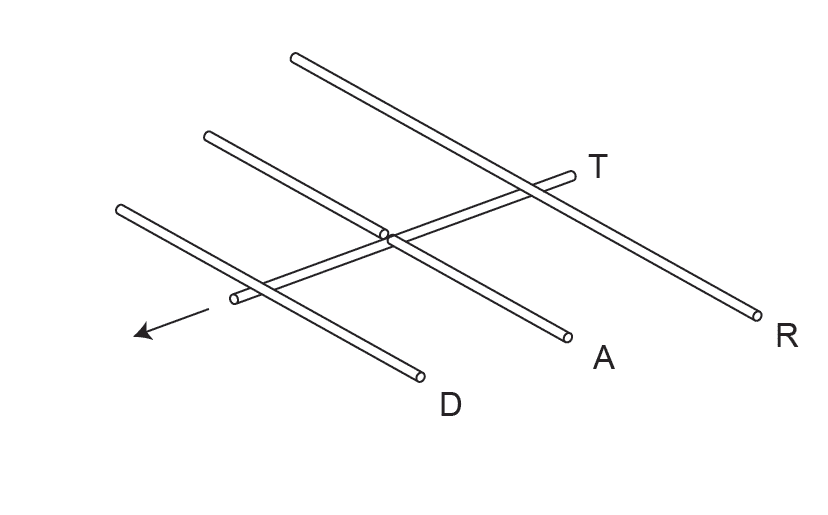
Yagi-Uda-Antenne mit Reflektor R, aktivem Element A und einem Direktor D auf dem Trägerstab T

Ein parasitäres Element ist ein wirksames Element einer Antenne, das anders als ein aktives Element nicht über Antennenkabel mit dem Sender oder Empfänger verbunden ist.
So sind bei einer Yagi-Uda-Antenne auf dem Antennenträger neben dem aktiven Element (Dipol) typischerweise ein Reflektor und ein oder mehrere Direktoren als parasitäre Elemente angebracht. Diese sind mit dem aktiven Element lediglich über die elektromagnetischen Wellen gekoppelt und verstärken die Richtcharakteristik des Dipols in Richtung der Direktoren.
Direktoren sind mechanisch kürzer und Reflektoren länger als der gespeiste Dipol.